# 瀧本富士子
瀧本 富士子（たきもと ふじこ、1967年11月6日 - ）は、日本の女性声優。アーツビジョン所属。大阪府出身。

## 来歴
日本ナレーション演技研究所卒業。
以前から芝居に興味があり、小学校では落語部、高校は演劇部に参加していた。また、アニメや特撮も好きで、特にヒーローものに憧れていたという。
高校時代から勝田声優学院の通信教育を受けていたが、関西弁が抜けないと思ったことや、身体が弱いことを理由に親に安定した仕事を勧められたことから、一時期は一般職に就いていた。だが芝居の仕事をあきらめきれず、テレビ番組でのアニメの物まねで関西代表として受かったことや、アーツビジョン放送劇団に合格したことをきっかけに退職して上京。その後、東京で一般職をしながら、声優の仕事を始める。なお、最初の仕事は声の仕事ではなく、エキストラだったと語っている。
2014年2月4日、声優の荻原秀樹と入籍したことをブログで発表。

## 人物
方言は大阪弁。
役柄としては元気のいい男の子役から優しい女性役まで演じる。
『超者ライディーン』では大鳥疾風役を演じていたが、オーディションでも最初から疾風役で呼ばれており、役が決まるまで「この子と一緒に成長したいなあ。ああっ疾風くん、あたしを選んで!」、「オーディション受かったら疾風一心同体でがんばろう」と思っていた。疾風役に合格したと聞いたその日に、セミロングだった髪をショートに切ったという。
趣味はパソコン、カラオケ、パチスロ、ゲーム。
兄（11月30日 - ）と2人の姉（長姉（1月24日 - ）、次姉（3月2日 - ））がいる。

## 出演
太字はメインキャラクター。

### テレビアニメ
1994年
- あそぼう!! ハローキティ（バッドばつ丸）
- キャプテン翼J（1994年 - 1995年、中沢早苗）
- 魔法陣グルグル（1994年 - 1995年、ニケ）
- 勇者警察ジェイデッカー（子供）

1995年
- ハローキティとバッドばつ丸（バッドばつ丸）
- クレヨンしんちゃん（1995年 - 、シンゴ、シャベルのヨーコ、りゅうのすけ、吉乃、てるのぶ〈4代目〉、真理、ジョン 他）
- 新世紀エヴァンゲリオン（アナウンス女、オペレーター）
- ぼのぼの（ちびすけ、おケラくん）
- ママはぽよぽよザウルスがお好き（国立ゆう）

1996年
- エルフを狩るモノたち（ブランコ）
- きこちゃんすまいる（マサカド、子天使ぺ）
- 地獄先生ぬ〜べ〜（鵺野鳴介〈少年時代〉）
- 超者ライディーン（大鳥疾風 / ライディーンファルコン）
- B'T-X（ガク）

1997年
- ドラえもん（テレビ朝日版第1期）（1997年 - 1998年、男の子、女の子A、おばさん、ミイちゃん〈6代目〉 他）
- 忍たま乱太郎（1997年 - 2025年、山村リリー、楓〈代役〉 他）
- YAT安心!宇宙旅行（エドワード）

1998年
- 剣風伝奇ベルセルク（少年）

1999年
- キティズパラダイス（バッドばつ丸）
- 週刊ストーリーランド（1999年 - 2000年、女A、女）
- 爆球連発!!スーパービーダマン（戸坂玉悟）

2000年
- キティズパラダイスGOLD（バッドばつ丸）
- うちゅう人 田中太郎（メンメン、メンマ、モモの2）
- グラビテーション（藤崎順）
- とっとこハム太郎（ぬけないくん）
- BRIGADOON まりんとメラン（かおりの母）
- モンキーマジック（ナーダ太子）

2001年
- ゴーゴー五つ子ら・ん・ど（森野かぶと）
- はじめの一歩（ヴォルグ〈少年時代〉）
- 星のカービィ（2001年 - 2003年、トッコリ、ハニーのママ）
- まほろまてぃっく（2001年 - 2009年、美里優） - 2シリーズ + 特別編

2002年
- あたしンち（2002年 - 2008年、大家、A子〈初代〉、河合〈初代〉、女子A、TVの声1 他）
- げんき げんき ノンタン（くまさん）
- キティズパラダイスFresh（バッドばつ丸）
- サザエさん（フグ田ノリオ）
- 爆闘宣言ダイガンダー（曙アキラ）
- ぱにょぱにょデ・ジ・キャラット（子供）

2003年
- AVENGER（黒服ドール）
- 時空冒険記ゼントリックス（シルバー04）
- 無限戦記ポトリス（トト）
- 名探偵コナン（2003年 - 2019年、白河沙織、角田弘樹、京極真〈少年時代〉、仲間敏江、兜航一 他）

2004年
- この醜くも美しい世界（二ノ宮リョウ）
- サムライチャンプルー（ギャル）
- 今日からマ王!（リゾット）
- ポケットモンスター サイドストーリー（カンタ）
- ボボボーボ・ボーボボ（ところ天二郎）
- RAGNAROK THE ANIMATION（ポイポイ）

2005年
- CLUSTER EDGE（カールス〈少年時代〉）
- ツバサ・クロニクル（斎藤正義）
- ノエイン もうひとりの君へ（後藤ユウ）
- キティズパラダイスPLUS（バッドばつ丸）
- ブラック・ジャック（新婦、主婦）
- BUZZER BEATER（ヒデヨシ）
- わがまま☆フェアリー ミルモでポン! わんだほう（大都紫隼太）

2006年
- くじびきアンバランス（榎本千尋）
- ひぐらしのなく頃に（2006年 - 2007年、岡村傑） - 2シリーズ
- ぷるるんっ!しずくちゃん あはっ☆（うららちゃん）
- 南の島の小さな飛行機 バーディー（フィリップ、クリップ）
- ロックマンエグゼBEAST（コジロー）

2007年
- げんしけん2（榎本千尋）
- BUZZER BEATER（ヒデヨシ）
- ラブ★コン（寿聖子郎）

2008年
- おねがい♪マイメロディ きららっ★（チェリー、小ナス）
- キティズパラダイスpeace（バッドばつ丸）
- スケアクロウマン（ルイ13号）

2009年
- イナズマイレブン（2009年 - 2011年、浦部リカ、ガゼル）
- ご姉弟物語（2009年 - 2010年、おばあちゃん、スナックのママ）
- フレッシュプリキュア!（つばめのヒナ）
- ヤッターマン（第2作）（豊臣秀頼）

2012年
- イナズマイレブンGO（浦部リカ）
- 黒魔女さんが通る!!（華童亜沼、オウ）

2014年
- とある飛空士への恋歌（アメリア・セルバンテス）
- ドラえもん（テレビ朝日版第2期）（2014年 - 2019年、おばあさん、ネズミ、おばあちゃん、猿、男子A 他）
- NARUTO -ナルト- 疾風伝（猿飛アスマ）

2015年
- 俺物語!!（和泉のおばあちゃん）

2016年
- 新あたしンち（主婦）
- SUPER LOVERS（小野寺節子）

2018年
- イナズマイレブン アレスの天秤（涼野風介）

2020年
- ひぐらしのなく頃に業 / 卒（2020年 - 2021年、岡村傑、村人） - 2シリーズ

### 劇場アニメ
- 劇場版 魔法陣グルグル（1996年、ニケ[35]）
- 映画 あたしンち（2003年、おばあさん）
- 河童のクゥと夏休み（2007年、河童淵の観光客）
- パッテンライ!! 〜南の島の水ものがたり〜（2008年、辻ススム[36]）
- 劇場版 NARUTO -ナルト- 疾風伝 ザ・ロストタワー（2010年、サライ、幼少のアスマ）
- クレヨンしんちゃん 嵐を呼ぶ!オラと宇宙のプリンセス（2012年、子供[37]）
- クレヨンしんちゃん 爆睡!ユメミーワールド大突撃（2016年、てるのぶ）
- クレヨンしんちゃん 激突! ラクガキングダムとほぼ四人の勇者（2020年、お年寄り）
- 映画ドラえもん のび太の宇宙小戦争 2021（2022年、地下メンバー）
- しん次元! クレヨンしんちゃん THE MOVIE 超能力大決戦 〜とべとべ手巻き寿司〜（2023年、てるのぶ）

### OVA
- キャプテン翼 最強の敵!オランダユース（1994年、中沢早苗）
- マクロスプラス（1994年）
- 腐った教師の方程式（1995年、匡）
- ぼくのマリー（1996年、TVの女）
- グラビテーション（1999年、藤崎順）
- シーバス1-2-3（1999年、ミリオン・ダラー）
- 天使禁猟区（2000年、少年朔夜）
- KIZUNA -絆- 恋のから騒ぎ（2001年、麗奈）
- ふたりエッチ（2002年、高井博美）
- アンパンマンとはじめよう! 元気100倍! おゆうぎしようね（2005年、おこり虫）
- 最後のドアを閉めろ!（2007年、涼子）
- ひぐらしのなく頃に礼（2009年、岡村傑）
- 名探偵コナン MAGIC FILE4 大阪お好み焼きオデッセイ（2010年、女子高生）
- 名探偵コナン えくすかりばあの奇跡（2012年、ショウマ）

### Webアニメ
- Xenosaga II to III a missing year〜U.M.N.に封印されし真実の断片〜（2006年、ゲーティア）
- イナズマイレブン アウターコード（2016年、涼野風介）
- 範馬刃牙（2021年、同級生A）

### ゲーム
1993年
- 秘密の花園
- フラッシュハイダース（エルエー）

1995年
- バトルタイクーン（レフェリー〈エルエー〉）
- 魔法陣グルグル（1995年 - 1996年、ニケ） - 2作品

1996年
- エーベルージュ PC版（カレナック・ルシオン）
- 究極の倉庫番（ジョディ）
- 月花霧幻譚〜TORICO〜（ハル）
- 新世紀エヴァンゲリオン（セガサターン版）
- ソウルエッジ（タキ、バングー）

1997年
- 風のクロノア door to phantomile（ヒューポー）※PS版
- グランディア（ジャスティン）
- 続 初恋物語 〜修学旅行〜（神崎弘也）
- TILK 〜青い海から来た少女〜（フォン）
- どきどきシャッターチャンス★〜恋のパズルを組み立てて〜（ユグドラル双樹）
- ドキドキプリティリーグ（林恭子）

1998年
- グランディア デジタルミュージアム（ジャスティン）
- クロックタワーゴーストヘッド（翔）
- ずっといっしょ（松田麗美）
- ゼルダの伝説 時のオカリナ（リンク〈少年時代〉）
- ソウルキャリバー（タキ）
- ファーランドサーガ（ウェルナー、ショップ姉ちゃん）
- 炎の料理人クッキングファイター好（フォウ、ハオの母）

1999年
- XI JUMBO
- サルゲッチュシリーズ（1999年 - 2007年、カケル） - 7作品
- 爆走デコトラ伝説2 男人生夢一路（鈴樹）
- ファーランドサーガ 時の道標（バイパー、ショップ姉ちゃん）

2000年
- サモンナイト（カノン、サイサリス）
- ゼルダの伝説 ムジュラの仮面（リンク）
- タイニーバレット（ホリン）
- デビルマン（タレちゃん）
- トラック狂走曲（鷲尾クリスティーヌ花江、御前崎ハルカ、車輪虎太郎）
- パワーストーン2

2001年
- シェンムーII
- 大乱闘スマッシュブラザーズシリーズ（2001年 - 2018年、こどもリンク） - 2作品

2002年
- ジョジョの奇妙な冒険 黄金の旋風（ナランチャ）
- ソウルキャリバーII（タキ）
- テイルズ オブ デスティニー2（街の人）
- デュアルハーツ（ランブル）

2003年
- スターオーシャン Till the End of Time（タイネーブ、ノキア）
- ゼルダの伝説 神々のトライフォース&4つの剣（リンク）
- まほろまてぃっく 萌っと≠きらきらメイドさん。（美里優）

2004年
- ゼルダの伝説 ふしぎのぼうし（リンク）

2005年
- ソウルキャリバーIII（タキ）
- テイルズ オブ ジ アビス（キャシー）
- NAMCO x CAPCOM（タキ、たろすけ）

2007年
- くじびきアンバランス 会長お願いすま〜っしゅファイト☆（榎本千尋）
- Panic Palette（紺青悦）
- ひぐらしのなく頃に祭（岡村傑） - 2作品

2008年
- Panic Palette Portable（紺青悦）
- ひぐらしのなく頃に絆 第一巻・祟（岡村傑）

2009年
- イナズマイレブンシリーズ（2009年 - 2010年、浦部リカ） - 2作品

2011年
- イナズマイレブン ストライカーズ（2011年 - 2012年、浦部リカ、ネロ、ガゼル / 涼野風介） - 3作品
- ゼルダの伝説 時のオカリナ3D（リンク〈少年時代〉）
- ゼルダの伝説 4つの剣 25周年記念エディション（リンク）
- レイトン教授と奇跡の仮面（ヘンリー・レドール〈幼少期〉）

2012年
- タイムトラベラーズ（深瀬有理〈小学生〉）

2013年
- プレイステーション オールスター・バトルロイヤル（カケル）

2014年
- ゼルダ無双（子供リンク）

2015年
- ゼルダの伝説 トライフォース3銃士（主人公）
- ゼルダの伝説 ムジュラの仮面 3D（リンク）
- ひぐらしのなく頃に粋（岡村傑）

2016年
- サモンナイト6 失われた境界たち（カノン）
- スターオーシャン:アナムネシス（タイネーブ）

2017年
- 妖怪ウォッチ ぷにぷに（ガゼル）

2019年
- ドラえもん のび太の牧場物語（パスチー、トラン、キサラム）

2022年
- 風のクロノア 1&2アンコール（ヒューポー）

2024年
- グランブルーファンタジー（バッドばつ丸）

### 吹き替え

#### 映画
- アニー2（マイケル）
- カンガルー・ジャック（ジェシー）
- がんばれ!ビーバー（ウォーリー）
- がんばれ!ベンチウォーマーズ
- ジャック・フロスト（チャーリー・フロスト）
- ジュラシック・キッズ（ジェリー・テイラー）
- スクール・オブ・ロック（ザック・ムーニーハム）
- スチュアート・リトル（アントン）※ソフト版
- スティーブン・キング/アーバン・ハーベスト2（ジェームズ）
- スパイキッズ（ジュニ・コルテス）※機内上映版
- スリー・ウィッシュズ（スコット）
- ジャックと豆の木伝説（ジャック）
- ダイ・ハード3（デクスター）※機内上映版
- タイムマシン（ケイレン）※DVD版
- ダブル・ジョパディー（マティ）※ソフト版
- トム・ソーヤーの冒険（ベン・ロジャース）
- 友へ チング（ジュンソク〈少年時代〉）※関西弁版
- トリプルX（ジェローム）
- トロピック・サンダー/史上最低の作戦（トラン）
- 爆笑!ウーロン茶坊主わんぱくカンフー（小テツ）
- ハットしてキャット
- パール・ハーバー（レイフ〈少年時代〉）
- バガー・ヴァンスの伝説（ハーディ・グリーブス〈少年時代〉）※ソフト版
- ファニーゲーム U.S.A.（ジョージー）
- ブラック アンド ブルー（ロバート）
- ブラッド・ワーク（レイモンド）※ソフト版
- ベビー・シッターズ・クラブ（ベイブ、マジソン）
- ヘレンとフランクと18人の子供たち（ラウ）
- ボクらのママに近づくな!（ケヴィン） - 2シリーズ[注 8]
- 炎の少女チャーリー2（チャーリー）
- 微笑みをもう一度（トラヴィス）
- 夕べの星（バンブ）
- 夢のチョコレート工場（チャーリー）
- リトル・ヴァンパイア（ルドルフ）
- ロブ・ロイ/ロマンに生きた男（ダンカン）

#### ドラマ
- アボンリーへの道（ピーター・クレイグ、イアン）
- お騒がせ!ツイスト一家（ジル）
- 刑事ナッシュ・ブリッジス（レオ）
- コールドケース 迷宮事件簿（ブレント）
- スタートレック:ヴォイジャー（ラティカ）
- 捜査官クリーガン（スティーブン）
- ティーンズ救命隊（ニック）
- ビクトリアス（フランシス）
- フリークス学園（サム）
- フルハウス（ジェニファー、テリー、エリザベス）
- ボーイ・ミーツ・ワールド（ラリー）
- マルコム in the Middle（ジェシカ

#### アニメ
- キング・オブ・ザ・ヒル（ボビー）
- リトル・マーメイドII Return to The Sea（少年フランダー）

### 特撮
- ビーロボカブタック（勤勉な人の銅像の声）

### ラジオ
- NHK-FM放送 青春アドベンチャー『小惑星美術館』（タク・シマ）
- 癒しの音色カフェ♪（ボイスブログ 2011年2月22日 - ）

### CD
- 一寸枕草紙
- 詩を聴かせて
- 王子さまLV1 シリーズ（ユーリ）
- 風の聖痕（久遠七瀬）
- グラビテーションドラマCDシリーズ（藤崎順）
- げんきげんきノンタン TVサントラ
- げんきげんきノンタン うたおう!クリスマス
- この醜くも美しい世界 ドラマCD1「KONOMINI-TV」DAYTIME
- この醜くも美しい世界 ドラマCD2「KONOMINI-TV」NIGHTTIME
- 最後のドアを閉めろ!1 〜Replay〜
- The MANZAI シリーズ（篠原友美）
- CDシアター ドラゴンクエストVI（チャモロ）
- 慈雨（加賀隆世）
- スターオーシャン Till the End of Time Vol.1 新しき風の凱歌（タイネーブ）
- 続・初恋物語 Confession
- 超者ライディーン シリーズ（大鳥疾風）
  - 超者ライディーン オリジナルドラマ&キャラクターソングス VOL.1 〜Journey
  - 超者ライディーン オリジナルドラマ&キャラクター・ソングズ VOL.2 〜ビリーヴ
  - 超者ライディーン オリジナルドラマ&ソングズVOL.3 〜THE WONDER
  - 超者ライディーン ANGEL FirstLive
- DOKI DOKIプリティリーグ ラジオスタジオシリーズ
- 覇王大系リューナイト CDシネマ4「カイオリスへの旅立ち」第4章（男の子A）
- ひぐらしのなく頃に（岡村傑）
- ふしぎ遊戯 玄武開伝（少年リムド）
- 新世紀GPXサイバーフォーミュラ PICTURELAND2 白銀の対決（ファン）
- 魔法陣グルグル シリーズ（ニケ）
  - 魔法陣グルグル ドラマCD 〜大迷惑!熱血妖精の恩返し〜
  - 魔法陣グルグル ドラマCD 〜水晶玉を取り戻せ!暗闇の中は大コンランですゾ!!〜
  - 魔法陣グルグル 〜ジミナ村の祭典〜
- まほろまてぃっくシリーズ（美里優）
  - まほろまてぃっく CDどらまてぃっく1、3
  - まほろまてぃっく - らじお DE どらまてぃっく
  - まほろまてぃっく 音楽編2
  - まほろまてぃっく〜もっと美しいもの〜 Sound Maiden
  - まほろまてぃっく〜もっと美しいもの〜 サウンドパーティ-まほろ盤-
  - まほろまてぃっく まるち・とーきんぐ
- ミュウツーの誕生（ミュウツー〈幼体〉）
- 闇の末裔（黒崎密）
- RAGNAROK THE ANIMATIONシリーズ
- ラブ★コン DVD BOX volume.2 bonus CD（寿聖子郎）
- ワイルドアームズ 2ndイグニッション オリジナルドラマ（スコット・サマーズ[42]）

### その他コンテンツ
- サンリオキャラクター「バッドばつ丸」（ばつ丸）
- サンリオキャラクター「ポムポムプリン」（マフィン）
- サンリオキャラクター「ルロロマニック」（チェリー）
- たっくんのオモチャ箱（たっくん〈山本拓也〉の声〈初代〉）
- ぼうけん!メカラッパ号（トンクの声）